# سردار ارتباطات
{{db-a10|article=محمدجواد آذری جهرمی|help=off}>}
از القاب منتسب به محمد جواد آذری جهرمی وزیر ارتباطات و فناوری اطلاعات  دردولت دوازدهم جمهوری اسلامی ایران .

## تاریخچه
در جریان استنکاف وزارت ارتباطات از اجرای حکم قوه قضاییه ، در جهت فیلتر کردن اینستاگرام و شکایت سازمان صداوسیمای جمهوری اسلامی ایران در دادسرای فرهنگ و رسانه ، دادستان کل کشور (در یکم بهمن ماه سال ۱۳۹۹) علیه محمد جواد آذری جهرمی اعلام جرم کرد . از اتهامات مطرح شده در پرونده او میتوان به مواردی چون استنکاف از اجرای دستور مقام های دولتی که اشاره به ابلاغ رِییس مرکز ملی فضای مجازی به وزارت ارتباطات برای کاهش پهنای باند بین الملل و محدود سازی پیام رسان های خارجی  ، عدم اجرای مصوبات شورای عالی فضای مجازی در مورد انسداد فیلترشکن ها و «وی پی ان ها »  همچنین عدم اجرای مصوبه حمایت از پیام رسان های بومی ، اظهار نظر او در مورد بازپسگیری فرکانس های باند ۷۰۰ و ۸۰۰ از صدا وسیما میتوان اشاره کرد   . عده ای در فضای مجازی در حمایت از  او لقب سردار ارتباطات را به وی نسبت دادند .